# Kaiserstraße 65 (Mönchengladbach)

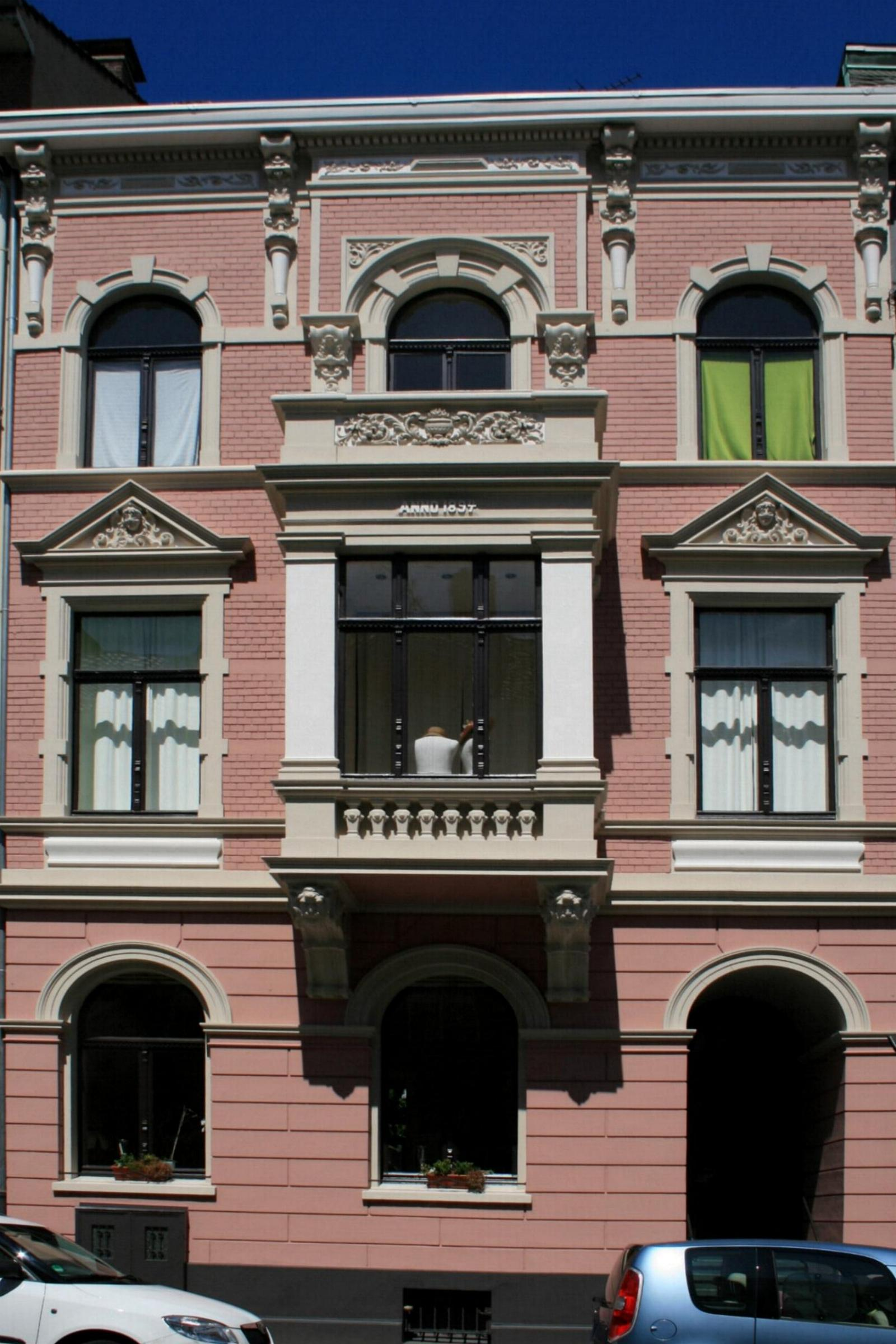
Wohnhaus (2010)

Das Wohnhaus Kaiserstraße 65 steht in Mönchengladbach (Nordrhein-Westfalen).
Das Gebäude wurde gegen 1894 erbaut. Es wurde unter Nr. K 049  am 27. Februar 1991 in die Denkmalliste der Stadt Mönchengladbach eingetragen.

## Architektur
Das gegen 1894 errichtete Gebäude befindet sich als Teil eines historischen Ensembles im unteren, zwischen Albertus- und Bismarckstraße gelegenen Teilbereich der Kaiserstraße. Zusammen mit der Regentenstraße war die Kaiserstraße eine Verbindungsstraße zwischen den alten Ortskernen Mönchengladbachs und Eickens.
Es handelt sich um ein traufständiges, dreigeschossiges, dreiachsiges Wohnhaus mit rechteckigem Erker und der Datierung „ANNO 1894“.